# Quark

Un proton, compus din trei quarcuri: două quarcuri up (cu sarcina +2/3) și altul down cu sarcina -1/3

Șase dintre particulele modelului standard sunt quarcuri.

Quarcul (pl. quarcuri sau quarci), este o particulă elementară care interacționează prin forța nucleară tare și care constituie materia „grea” (numită și barionică). Ipoteza existentei quarcului a fost propusă de teoreticianul Murray Gell-Mann în 1964.

## Quarcul în structura materiei
După un șir lung de experiențe și descoperiri, se cunoaște în prezent că materia este formată din molecule și moleculele din atomi care definesc elementele chimice, descoperite la sfârșitul secolului al XVIII-lea de către Lavoisier. După descoperirea periodicității elementelor și tabelului lui Mendeleev în a doua jumătate a secolului al XIX-lea, s-a ajuns la începutul secolului al XX-lea la o imagine a atomilor cu un nucleu dens, punctiform și masiv în jurul căruia „oscilează” electronii.
Nucleul atomic însă s-a dovedit mai apoi a fi și el divizibil și conținând nucleoni (protoni și neutroni). La începutul anilor 1970 s-a demonstrat însă experimental că și nucleonii sunt de fapt compuși, iar componenții lor, botezați „quarcuri” de către fizicianul teoretician Murray Gell-Mann, sunt considerați a fi indivizibili, adică particule elementare ca și electronii.

## Tipuri și proprietăți
Quarcurile sunt particule de spin 1/2, din familia de fermioni (un fermion, doi fermioni), nume generic atribuit particulelor care au proprietatea că nu se pot găsi în aceeași stare cuantică, spre deosebire de bosoni, particule cu spin întreg sau zero (0, 1, 2, ...), care au adesea rolul de mediator sau de „transportor” de radiație (câmp electric sau purtător de forță) și care se pot acumula (sau „condensa”) în aceeași stare cuantică.
Quarcurile există in șase feluri: up (u), down (d), strange (s), charm (c), bottom (b) și top (t). Masele lor cresc de la valori mici (quarc up, doar o a mia parte din masa protonului) până la foarte greu, quarcul top. fiind tot la fel de masiv ca un atom de aur, ceea ce este remarcabil pentru orice particulă elementară.
O altă caracteristică tipică a quarcurilor este sarcina electrică fracționară: +2/3 pentru u,c,t și -1/3 pentru d,s,b.
Cele 6 tipuri de quarcuri au următoarele caracteristici fundamentale: aromă: sus (up) u, jos (down) d, farmec (charm) c, strange (straniu) s, top t și bază (bottom) b.

## Clasificare
Modelul standard este sistemul teoretic formulat în 1974 care descrie toate particulele elementare cunoscute până în prezent, plus bosonul Higgs. Acest model conține 6 tipuri de quarcuri, care se numesc: up, down, charm, strange, top și bottom.
Masa particulelor elementare ar rezulta din interacțiile particulelor elementare cu bosonii Higgs când acestea se află în mișcare în vidul fizic ocupat de acești bosoni „fundamentali”. Pentru a-i scoate, sau 'genera' din vid, energiile necesare sunt de ordinul a 1 Tera electron volt (1 TeV) estimate cu valori diferite de câteva variante teoretice. Se anticipează că bosonii Higgs vor fi curând puși în evidență pentru prima dată la unul din cele două acceleratoare de vârf la CERN și în SUA—două Tevatroane capabile de astfel de energii înalte și de detectare de bosoni (Higgs?).

### Agregarea quarcurilor în particule mai grele
Majoritatea particulelor descoperite la energii înalte, în acceleratoare de particule sau în radiațiile cosmice (o lungă serie de peste 150 de particule diferite, între care protonul și neutronul sunt cele mai bine cunoscute) sunt formate din combinații de quarcuri. Aceste particule sunt clasificate în două mari categorii: mezonii (formați din două quarcuri) și barionii (formați din trei quarcuri, cum sunt protonul și neutronul). Protonul (nucleul atomului de hidrogen) este format din două quarcuri „up” și un quarc „down” (uud). Neutronul, partenerul neutru al protonului în formarea nucleelor mai grele, este format din trei quarcuri, două quarcuri down și un alt quarc up: udd. Astfel, sarcina protonului este u(+2/3) +u(+2/3) +d(-1/3) = +1, iar sarcina neutronului este u(+2/3) +d(-1/3) + d(-1/3) = 0, așa cum au fost măsurate experimental.
În 2001 au fost semnalate în experimentele de fizica energiilor înalte și particule formate din cinci quarcuri (pentaquarcuri). Pentru că situația experimentală nu este foarte clară, unele teorii ar permite existența acestui tip de particule.

### Structura quarcurilor
Structura quarcurilor este un lucru despre care se vorbește des din punct de vedere teoretic, dar cu privire la structura fina a spinului protonului există date recente experimentale care atestă contribuții partonice de polarizare a quarcurilor „stranii” din vidul fizic. Există mai multe propuneri pentru o eventuală structură, dar aceste propuneri se bazează mai degrabă pe considerente logice și de bună inspirație, doar cu legături indirecte cu experiențele. Câteva exemple sunt modelele rishonilor, partonilor și ale preonilor, propuse în anii 1980.

## Descoperire și etimologie
Fizicienii teoreticieni Murray Gell-Mann și George Zweig au propus independent în 1964 modelul de quarcuri.
Cuvântul quarc a fost ales de fizicianul Murray Gell-Mann, laureat al Premiului Nobel pentru Fizică, inspirat de romanul Finnegan's wake al lui James Joyce și este asociat cu servirea berii în cupe de un quart în Anglia în evul mediu („three quarks for master Mark”). În limba română, substantivul quarc a fost adoptat ca neologism din limba engleză și este de gen masculin (un quarc, două quarcuri).
Până în anul 1968 n-au existat dovezi experimentale ferme de existența quarcurilor. Atunci, ciocniri de înaltă energie de electroni cu protoni (experiențe de împrăștiere) au indicat că electronii sunt împrăștiați de trei constituenți punctuali (quarcurile) din interiorul protonului.
În final, în 1995, quarcul „top” a fost observat la Fermi National Accelerator Laboratory (Fermilab) în SUA, și deci toate aromele de quarcuri au fost astfel observate.